# Ал се код бунара лепо оговара
„Ал се код бунара лепо оговара” је југословенски кратки ТВ филм из 1980. године. Режирао га је Миљенко Дерета а сценарио је написао Зоран Петровић.

## Улоге
| Глумац          | Улога |
| --------------- | ----- |
| Донка Игњатовић |       |